# 아푸레주

아푸레 주의 위치

아푸레주(스페인어: Estado Apure)는 베네수엘라 남서부에 위치한 주로 주도는 산페르난도데아푸레이며 면적은 76,500km2, 인구는 473,900명(2007년 기준)이다. 1901년에 신설되었으며 7개 지방 자치체를 관할한다. 북쪽으로는 타치라 주와 바리나스 주, 과리코 주, 동쪽과 남동쪽으로는 볼리바르 주, 아마소나스 주와 접하며 남쪽과 서쪽으로는 콜롬비아와 국경을 접한다.  

## 같이 보기
- 베네수엘라의 주